# Patryk Rombel
Patryk Rombel (ur. 16 lipca 1983 w Kwidzynie) – polski piłkarz ręczny, a następnie trener, w latach 2019–2023 selekcjoner seniorskiej reprezentacji Polski.

## Kariera zawodnicza
Wychowanek MTS Kwidzyn. W latach 2001–2013 zawodnik ekstraklasowego MMTS Kwidzyn, z którym wywalczył cztery medale mistrzostw Polski, w tym medal srebrny w sezonie 2009/10 (rozegrał wówczas 30 meczów, zdobywając 67 bramek). W latach 2008–2010 w barwach kwidzyńskiej drużyny występował również w europejskich pucharach – Pucharze Challenge, rzucając w nich 21 goli (w tym 13 w sezonie 2009/10), w którym MMTS zajął 2. miejsce. W 2012 r. zakończył karierę zawodniczą. Ze względu na złą sytuację kadrową MMTS Kwidzyn czasowo powrócił jednak do gry w sezonie 2012/13.

## Kariera trenerska
Ukończył Akademię Wychowania Fizycznego i Sportu im. Jędrzeja Śniadeckiego w Gdańsku. Odbył kurs na instruktora piłki ręcznej. Był nauczycielem wychowania fizycznego w gimnazjum w Kwidzynie. Trenował młodzież w MTS Kwidzyn, zdobywając z nią mistrzostwo Polski juniorów młodszych. W 2015 r. został trenerem MMTS Kwidzyn, stając się najmłodszym szkoleniowcem drużyny grającej w Superlidze. W sezonach 2015/16 i 2016/17 doprowadził kwidzyńską drużynę do 4. miejsca w Superlidze. Ponadto w sezonie 2016/17 otrzymał nagrodę Gladiator dla najlepszego trenera ligi. W lipcu 2017 r. został trenerem Motoru Zaporoże. W sezonie 2017/18 wywalczył z nim mistrzostwo Ukrainy, Puchar Ukrainy i Superpuchar Ukrainy, a w Lidze Mistrzów doprowadził go do 2. miejsca w grupie D (sześć zwycięstw – m.in. z późniejszym triumfatorem rozgrywek, Montpellier Handball; trzy remisy; jedna porażka). Na początku października 2018 r., po czterech porażkach z rzędu w Lidze Mistrzów z PSG, Skjern Håndbold, Pickiem Szeged i SG Flensburg-Handewitt, został zwolniony z Motoru.
W marcu 2016 r. dołączył do sztabu szkoleniowego reprezentacji Polski jako trener współpracujący. W kwietniu 2017 r. został trenerem reprezentacji Polski B. 26 lutego 2019 został selekcjonerem reprezentacji Polski, zastępując zwolnionego Piotra Przybeckiego. W tym samym roku wywalczył z nią awans do mistrzostw Europy 2020. W lutym 2023 po słabym występie reprezentacji Polski na Mistrzostwach Świata, Związek Piłki Ręcznej w Polsce nie przedłużył jego umowy trenerskiej na prowadzenie kadry narodowej. W październiku 2023 został nowym trenerem Energi Wybrzeże Gdańsk.

## Życie prywatne
Żonaty, ma troje dzieci.

## Sukcesy
Motor Zaporoże
- Mistrzostwo Ukrainy: 2017/2018
- Puchar Ukrainy: 2017/2018
- Superpuchar Ukrainy: 2017

Indywidualne
- Trener sezonu 2016/2017 w Superlidze (MMTS Kwidzyn)[7]